# Марко Малетин
Др Марко Малетин (Нови Сад, 4. август 1890 — Сремски Карловци, 30. април 1968) био је српски професор, секретар Матице српске, уредник Летописа Матице српске, управник Војвођанског архива и Народног позоришта Дунавске бановине.

## Биографија

### Образовање
Основну школу и Српску православну велику гимназију завршио је у Новом Саду. Потом је у Бечу студирао историју филозофије. Од 1909. као питомац Текелијанума студирао славистику у Будимпешти, где је и дипломирао 1912. године. Школску 1912/13. провео је у Будимпешти на истраживачком раду и припреми доктората о Теодору Павловићу, који је, после ратног прекида, одбранио 1920. Студија је објављена у Гласнику историског друштва у Новом Саду (1935 —1936).

### Први светски рат
Током школске 1913/14. као суплент Српске гимназије у Новом Саду предавао је српски језик, немачки и краснопис. После мобилизације у аустроугарску војску пребегао је октобра 1914. српској војсци, потом је упућен у Ниш где се пријавио за добровољца. Убрзо се разболео од тифуса па је по излечењу постављен за учитеља у Ђевђелији. У лето 1915. најзад му је усвојена молба па је упућен у I прекобројни (касније XXI) пук, у којем је као борац остао до краја рата, прешавши Албанију, Крф и Солунски фронт. У борбама је исказао велику храброст. О једном периоду тих догађаја писао је у ратном дневнику (Повратак: од Крфа до Битоља 1916. године).
После рата, од децембра 1918, радио је у гимназији у Ђевђелији, од марта 1919. у Велесу. Потом се враћа у Нови Сад и од 1919. до 1921. ради у Гимназији и Учитељској школи. У новембра 1921. дао је оставку и отишао у Берлин за дописника београдског листа Време.

### Матица српска
У пролеће 1923. поново долази у Нови Сад, а септембра исте године изабран је за секретара Матице српске и уредника Летописа. У Библиотеци Матице српске иницирао је 1923. оснивање Архивског одсека. Као уредник Летописа Матице српске (1923—1929) учинио је да часопис повећа обим и да се, уз редовно излажење (најчешће једном месечно), донекле приближи модернијим токовима српске књижевности. Доста пажње посвећивао је научној и социјалној проблематици (М. Миланковић, Б. Петронијевић, С. Јовановић, С. Бокшан и др.). Повремено је објављивао књижевнокритичке текстове (о Е. Адију, Д. Васиљеву, Т. Остојићу и др.). Био је један од кључних организатора обележавања стогодишњице оснивања Матице српске, када је објављена споменица Матица српска 1826—1926. Значајан је његов библиографски попис радова Летописа Матице српске у оквиру којег је разрешио питање ауторства многих текстова из овог часописа.
Израдио је садржај Летописа Матице српске 1825-1950 по писцима.
Оставку на место секретара Матице дао је у лето 1929. због нових криза у Управи и прешао у Скопље, где је до 1934. запослен као професор у Гимназији. Истовремено је хонорарно радио као лектор Народног позоришта у Скопљу. Након тога прелази у Београд, где је био професор у Петој мушкој гимназији (1934—1936).

### Народно позориште Дунавске бановине
Управник Народног позоришта Дунавске бановине био од 1936. до 1941. године. На том послу је поново показао организационе способности, па је позориште постало једно од најбољих у Краљевини Југославији. Током Другог светског рата део ансамбла СНП предвођен Малетином наставља рад у Панчеву (1942—1944). По ослобођењу земље кратко био управник позоришта „Стерија” у Вршцу (1945—1946).
По повратку у Нови Сад именован за управника Војвођанског архива (1946—1949), а од 1949. до пензионисања 1952. године радио је као научни сарадник Матице српске.
У рукопису су му остале студије Новосадско позориште између два рата и Сутон војвођанске позоришне традиције. Преводио је с мађарског Оскара Јасија и Морица Жигмонда.
Био ожењен Катарином Авакумовић.
Одликован је Карађорђевом звездом са мачевима и Албанском споменицом.